# Bahaa Hariri

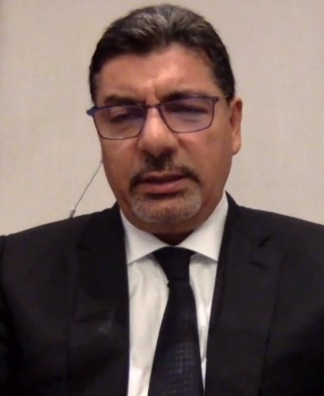
Bahaa Hariri

Bahaa Hariri (* 1966) ist ein libanesischer Unternehmer. Er ist der älteste Sohn des ermordeten ehemaligen libanesischen Premierministers Rafic Hariri aus der ersten Ehe seines Vaters mit Nida Bustani, einer irakischen Staatsangehörigen. Er ist der Bruder des ehemaligen libanesischen Premierministers Saad Hariri.
Seit Beginn des Aufstands im Libanon im Oktober 2019 hat Hariri die Demonstranten lautstark unterstützt und die Korruption im politischen System sowie das Versagen des Staates bei der Unterstützung der Bevölkerung angeprangert.
Auf der Forbes-Liste der Top-Milliardäre ist er derzeit auf Platz 1545 gelistet.

## Frühe Jahre
Bahaa Hariri wurde am 26. April 1966 in Saudi-Arabien geboren. Er hat einen Master-Abschluss in Betriebswirtschaft von der Boston University und arbeitete nach seinem Studium für das Bau- und Entwicklungsunternehmen seiner Familie, Saudi Oger Ltd.

## Leben
Sein Vater war der libanesische Ministerpräsident Rafik Hariri, der 2005 bei einem Attentat verstarb. Sein Bruder ist der ehemalige libanesischer Ministerpräsident Saad Hariri.
Bahaa Hariri studierte an der Boston University. Nach seinem Studium war er im Familienunternehmen Saudi Oger tätig. 2008 verließ er das Unternehmen und investierte in Jordanien in sein eigenes Unternehmen Horizon Group. Hariri wohnt in Genf, Schweiz, und ist verheiratet. Nach Angaben des US-amerikanischen Forbes Magazine gehört Hariri zu den reichsten Libanesen.
Im Jahr 2010 versprach Bahaa, das Rafik B. Hariri Institute for Computing and Computational Science & Engineering an der Universität Boston zu gründen, wo Hariri derzeit Mitglied des Kuratoriums ist.
Im Mai 2011 eröffnete er das Rafik Hariri Center for the Middle East beim Atlantic Council, einem Think-Tank mit Sitz in Washington DC. Er ist Mitglied des internationalen Beirats des Atlantic Council.
Im Juni 2017 wurde „ABC Verdun“, ein Einkaufszentrum in Beirut, als gemeinsames Projekt von Hariris Immobiliengesellschaft Verdun 1544 und ABC eröffnet.

## Unterstützung durch die Gemeinschaft
Im Februar 2021 spendete Hariri eine beträchtliche Summe an das Lebanese American University Medical Center (LAUMC), um dessen Impfkampagne zur Bekämpfung des COVID-19-Virus zu unterstützen. Außerdem spendete er Sauerstoffkonzentratoren an das Libanesische Rote Kreuz, um das Leiden der libanesischen Bürger während der Pandemie zu lindern.

## Persönliches Leben
Hariri ist mit Hassnah Abousabah Hariri verheiratet und ist Vater von fünf Kindern.